# Ulna-Mamma-Syndrom
Das Ulna-Mamma-Syndrom (UMS) ist eine sehr seltene angeborene Erkrankung mit den drei Hauptmerkmalen Fehlbildung der Elle (ulnarseitige Strahldefekte), Fehlentwicklung (Hypo- bis Aplasie) der Brustdrüsen und Duftdrüsen der Achsel sowie verzögerte oder ausbleibende Pubertät (Pubertas tarda).
Synonyme sind: Schinzel-Syndrom; Ulno-mammäres-Syndrom; Ulna-Mamma-Syndrom Typ Pallister; englisch Pallister’s syndrome
Die Erstbeschreibung stammt aus dem Jahre 1973 durch den US-amerikanischen Humangenetiker Albert A. G. Schinzel und den schweizerischen Pädiater Andrea Prader als persönliche Mitteilung an Victor Almon McKusick, veröffentlicht in der 4. Auflage 1975 im McKusick Katalog OMIM.
Unabhängig davon veröffentlichte der US-amerikanische Pädiater und Humangenetiker Philip David Pallister im Jahre 1976 einen Bericht.
Die Namensbezeichnung „Schinzel Syndrom“ wurde im Jahre 1978 vorgeschlagen.
Das Syndrom ist nicht mit dem Schinzel-Giedion-Syndrom zu verwechseln.

## Verbreitung
Die Häufigkeit ist nicht bekannt, bislang wurde über etwa 150 Betroffene berichtet. Die Vererbung erfolgt autosomal-dominant.

## Ursache
Der Erkrankung liegen Mutationen im TBX3-Gen auf Chromosom 2 Genort q24.21 zugrunde.

## Klinische Erscheinungen
Klinische Kriterien sind:
- ulnare Strahldefekte mit Hypoplasie der Endphalangen der Kleinfinger bis zum Fehlen von 3 ulnaren Strahlen, auch kombiniert mit Polydaktylie, häufig asymmetrisch
- fibulare Strahldefekte mit Verkürzung von Endphalangen, Versteifung der Zehengelenke der 5. und 4. Zehe
- seltener weiter proximal isolierte Defekte der Extremitäten
- Hypo-/Aplasie der Brustdrüse und Brustwarze
- Hypoplasie der apokrinen Drüsen insbesondere der Achselhöhle, verminderter Körpergeruch
- verminderte Körperbehaarung bei normalen Schamhaaren
- beim männlichen Geschlecht Hypoplasie der Genitalien, Fettsucht, verspätete und verminderte Pubertät, reduzierte Fertilität und Libido
- Zahnanomalien wie ektope bis fehlende Eckzähne

Selten können Analatresie/Analstenose, Leistenhernie, Larynxatresie/Larynxstenose, Hymenalatresie, Pylorusstenose, Hypodontie, Herzfehler, Nierenfehlbildungen hinzukommen.

## Diagnose
Die Diagnose ergibt sich aus den klinischen Befunden und kann durch Nachweis der Genmutation gesichert werden.